# Bob Cousy
Robert Joseph Cousy (født 9. august 1928) er en amerikansk tidligere professionel basketballspiller, og senere basketballtræner, som spillede 14 sæsoner i NBA. Han er mest kendt for sin tid hos Boston Celtics, som han tilbragte 13 år hos, og var med til at vinde 6 mesterskaber. Han blev i 1957 kåret til ligaens Most Valuable Player, og var en All-Star 13 gange i løbet af sin karriere.

## Spillerkarriere

### Collegekarriere
Cousy spillede collegebasketball hos College of the Holy Cross, hvor han i 3 sæsoner i streg blev kåret som en All-American, hvilke er de bedste collegespillere i landet. Han blev set af mange som nok den bedste collegespiller på landsplan.

### Boston Celtics

#### Draft
Cousy deltog i 1950 NBA draften, hvor at det var forventet, at Boston Celtics, som havde det første valg i draften, ville vælge lokalhelten Cousy, eftersom at College of the Holy Cross ligger kun en time fra Boston. Overraskende nok, så valgte Celtics ikke Cousy, og Cousy endte i stedet med at blive valgt nummer 3 af Tri-Cities Blackhawks. Cousy havde dog ingen interesse i at spille for Blackhawks, og nægtede at underskrive en kontrakt med klubben, især fordi at han på tidspunktet var i gang med at åbne en kørerskole i Massachusetts, og derfor ikke ville flytte til den amerikanske midtvest. På dette tidspunkt var NBA ikke en særlig stor liga, så at flytte fra sin kørerskole til midtvesten for at spille professionelt basketball, ville ikke være den bedste karrieremulighed for Cousy. Cousy blev herefter traded til Chicago Stags, men Stags gik konkurs før at en kontrakt kunne forhandles med Cousy. Stags' spillere blev herefter uddelt til andre hold via et lotteri, og her blev Cousy givet til Boston Celtics. Celtics ønskede faktisk ikke Cousy, især på grund af hans høje lønkrav. De overkom dog dette problem, og blev kort efter enige om en kontrakt, og Cousy blev hermed NBA spiller, trods af han havde været mere fokuseret på at være kørelærer.

#### Første år
Cousy viste sig hurtigt til at være pengene værd, og i sin første sæson blev han inkluderet på All-Star holdet, og startede hermed en streak på 13 år i steg hvor at Cousy blev kåret som en All-Star. Han blev i sin anden sæson inkluderet på sit første All-NBA hold.
Cousy fortsatte sin udvikling, og i 1952-53 sæsonen vandt han for første gang prisen for flest assist i sæsonen. Cousy ville vinde denne pris 8 sæsoner i streg herefter. Han blev i disse år givet kælenavnet 'The Houdini of the Hardwood' efter tryllerkunstneren, for sine hurtige bevægelser og driblinger.

#### Mesterskabsårene
1956-57 sæsonen ville blive året hvor at Celtics endeligt nået til toppen. Før sæsonen startede havde de draftet Tom Heinsohn og Bill Russell, og med disse nye spillere havde Boston det stærkeste hold i ligaen. Cousy havde sin bedste sæson i sin karriere, og blev for første og eneste gang i sin karriere kåret til ligaens Most Valuable Player. Boston nåede for første gang NBA-finalen, og vandt her i en intens 7 kamps serie over St. Louis Hawks.
Celtics kom igen i finalen i 1958, igen mod Hawks, men denne gang, især som resultat af en skade til Bill Russell, vandt Hawks. Dette ville dog være sidste gang Cousy tabte en serie i slutspillet. Over de næste 5 sæsoner i streg vandt Celtics mesterskabet. På dette tidspunkt havde Russell dog overtaget Cousy som holdets superstjerne, men Cousy spillede stadig en vigtig rolle for holdet.
Cousy valgte at gå på pension efter 1962-63 sæsonen, og blev hyldet med en afskedsceremoni i en proppet Boston Garden.

### Cincinnati Royals
Cousy, den daværende træner for Cincinnati Royals, gjorde i 1969-70 et kortvarigt comeback, da han spillede 7 kampe for klubben i en alder af 41.

## Trænerkarriere

### Collegetræner
Efter afslutningen af sin spillerkarriere, overtog Cousy som træner for Boston College, og havde succes med holdet over en periode på 6 sæsoner.

### Cincinnati Royals
Cousy blev i 1969 træner for Cincinnati Royals, og var træner for holdet frem til 1973, dog ikke med særlig succes.

## Eftermæle
Cousy anses af mange som den første rigtige stjerne point guard, da ligaen i sine tidligere år var meget domineret af større spillere. Hans hurtige 'run-and-gun' spillestil har været inspiration for utallige senere point guards, herunder spilere som Magic Johnson og Pete Maravich.
Cousy blev i 1971 medlem af Naismith Memorial Basketball Hall of Fame og hans nummer 14 blev blev pensioneret af Boston Celtics. Han blev i en artikel fra ESPN i 2006 kåret som den femte bedste point guard nogensinde.
Cousy blev i august 2019 givet Presidential Medal of Freedom af præsident Donald Trump.